# Ulster (Werra)
Die Ulster ist ein 57,2 km langer, südlicher und linker Zufluss der Werra in Hessen und Thüringen (Deutschland). Flussabwärts betrachtet fließt sie im Landkreis Fulda (Hessen), im Wartburgkreis (Thüringen) und im Landkreis Hersfeld-Rotenburg (Hessen).
In Thüringen hat die Ulster nach dem Thüringer Wassergesetz den Status eines Gewässers I. Ordnung und steht damit in der Unterhaltungslast des Freistaates. Naturräumlich ist sie der wichtigste und zentrale Fluss im Inneren der Rhön. Das Ulstertal gliedert sich in 3 Naturräume und trennt fast auf seiner gesamten Länge verschiedene Höhenzüge voneinander ab (siehe Abschnitt Naturräume).

## Name
Der Fluss wurde erstmals im Jahr 819 als Ulstra urkundlich genannt. Der Name stammt aus dem Germanischen und leitet sich vom Wort *wul-(a-) „wallen“ und der Endung -stra- ab.

## Geographie

### Verlauf

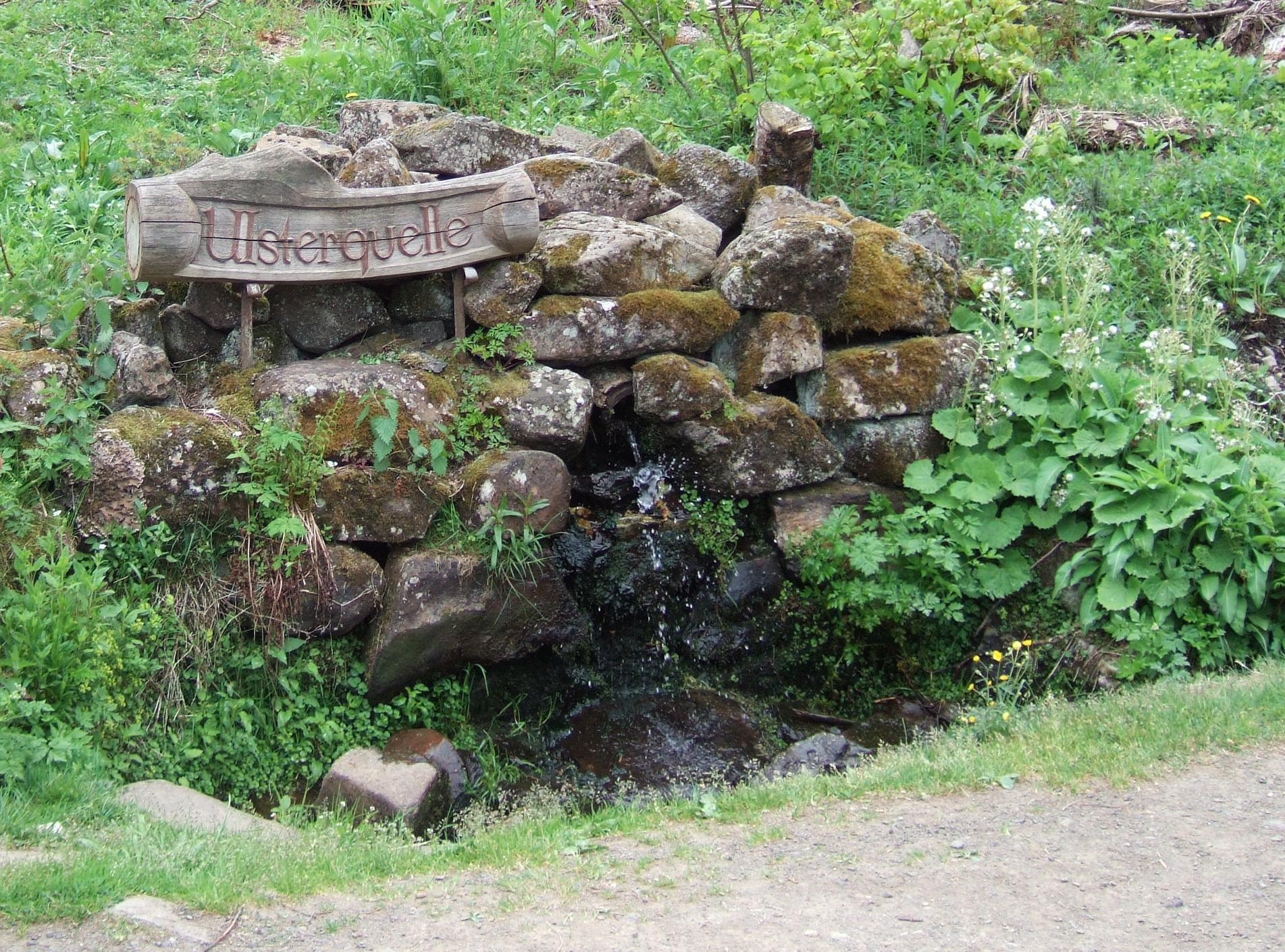
Die Ulsterquelle am Heidelstein

Die Ulster entspringt im osthessischen Landkreis Fulda in der Hohen Rhön. Ihre gefasste Quelle liegt im Biosphärenreservat Rhön und im Naturpark Hessische Rhön etwa auf halber Luftlinie zwischen dem Ottilienstein (846 m) in Hessen und dem Heidelstein (925,7 m ü. NHN), dessen Gipfel 1,5 km südöstlich des Ottiliensteingipfels in Bayern liegt. Sie befindet sich auf dem Übergangsbereich beider Berge knapp 600 m östlich der Bundesstraße 278 an einem Waldwanderweg auf 818 m Höhe.
Die Ulster fließt in überwiegend nördlicher Richtung etwa entlang der B 278. Im quellnahen Oberlauf verläuft zwischen dem Steinkopf (888 m) im Osten und Mathesberg (831,8 m) im Westen hindurch. Dann tangiert sie das zwischen dem Stirnberg (901,9 m) im Ostsüdosten und dem Schafstein (831,8 m) im Westen liegende Wüstensachsen, wo der von Westsüdwesten heranfließende Grumbach einmündet, und Melperts, das sich zwischen dem Querenberg (804,8 m) im Osten und dem Ehrenberg (816,5 m) im Westen befindet. Danach verläuft sie durch Seiferts, wo von Osten kommend der Birxgraben zufließt, Thaiden und Batten. Dann mündet von Südwesten der letztlich den Findloser Berg (635 m) bei Findlos tangierende Brandbach ein.
Hiernach fließt die Ulster durch das westlich vom Buchschirm (Buchschirmberg) (745,2 m) liegende Hilders, und beim dann passierten Aura nimmt sie den auch von Südwesten heranfließenden Scheppenbach auf. Danach passiert sie – bei westlichem Passieren des Auersbergs (756,8 m) – Neuschwambach, Unterrückersbach und Neustädtges, um dann zwischen Mollartshof und Lahrbach hindurchzufließen. Kurz darauf passiert der Fluss östlich vom Habelberg (718,5 m) Wendershausen, wo die von Südosten kommende Weid einmündet, und Tann. Hiernach verläuft sie durch Günthers und wechselt nordwestlich davon in den thüringischen Wartburgkreis.
In Thüringen fließt die Ulster nach Aufnahme des von Südwesten heranfließenden Apfelbachs vorbei an Motzlar, das östlich vom Rockenstuhl (529 m) liegt, und nach Einmünden des von Osten kommenden Kohlbachs vorbei an Schleid. Dann durchläuft sie das östlich vom Schleidsberg (502,6 m) gelegene Geisa, wo die Geisa von Südsüdwesten zufließt. Hiernach tangiert der Fluss Borsch, wo er von Ostsüdosten den Bremenbach aufnimmt. Nach anschließendem Einmünden des von Osten kommenden Bermbachs passiert er Buttlar, wo die Begleitung der B 278 endet und wo die Ulster beim Durchschneiden der Kuppenrhön die Bundesstraße 84 unterquert. Hiernach passiert die Ulster Wenigentaft, wo sie die Taft von Südwesten aufnimmt. Dann fließt sie auf knapp 1,5 km Länge auf der hessisch-thüringischen Grenze.
Hiernach durchfließt die Ulster in Thüringen – bei westlichem Passieren des Ulsterbergs – Pferdsdorf und passiert Räsa. Nach anschließendem Durchfließen von Unterbreizbach, wo der von Oberbreitzbach im Westsüdwesten kommende Breizbach einmündet, passiert die Ulster den Kernort der im hessischen Landkreis Hersfeld-Rotenburg gelegenen Gemeinde Philippsthal.
Schließlich mündet die Ulster westlich vom Philippsthaler Kernort nach Kreuzen der Bundesstraße 62 auf 222 m Höhe von Süden kommend beim Kaliwerk Hattorf in die Werra; nahe der Mündung liegt etwas werraabwärts der Philippsthaler Ortsteil Röhrigshof.

### Einzugsgebiet und Zuflüsse

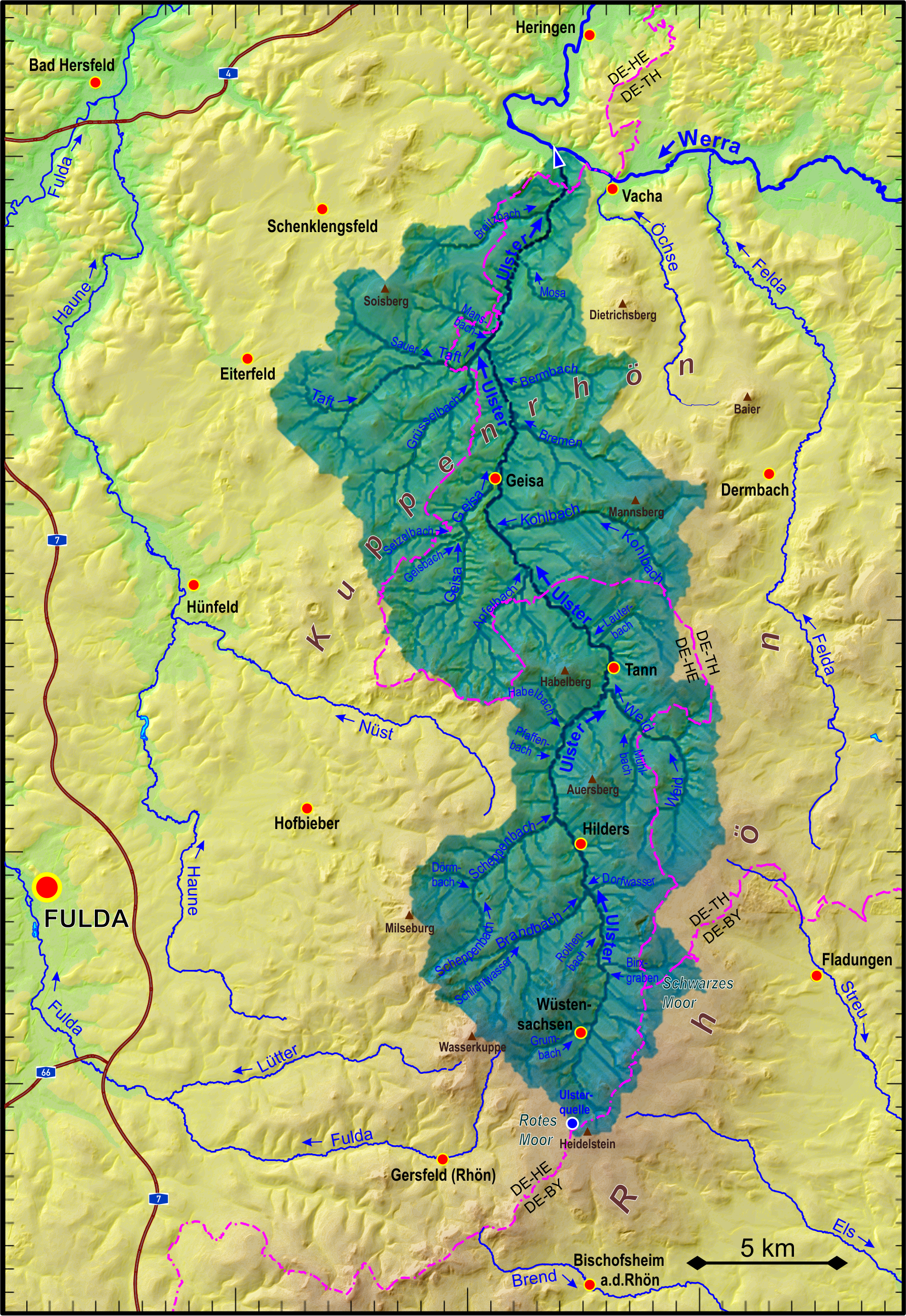
Einzugsgebiet

Das Einzugsgebiet der Ulster ist 421,032 km². Ihr Mittelwasserabfluss am Pegel Philippsthal (AEO: entspricht der Einzugsgebietgröße) ist mit MQ = 5,1 m³/s angegeben.
Das Ulstertal trennt zwei Teillandschaften der Kuppenrhön, die Auersberger Kuppenrhön im Osten und die Soisberger Kuppenrhön im Westen, und ist auch als Einzelnaturraum ausgewiesen. Die Orographie ist entsprechend eher fischgrätartig als fächerförmig. Im Kleinen hiervon abweichend ist der Fächer der Taft, ihres mit 571 l/s MQ knapp vor der Weid (539 l/s) wasserreichsten Nebenflusses.
Zu den Zuflüssen der Ulster gehören (flussabwärts betrachtet):
| Name                   | Seite  | Länge (km) | EZG (km²) | Mündungs- höhe (m ü. NHN) | Orte am Bachlauf/ Mündungsort                                         | DGKZ     |
| ---------------------- | ------ | ---------- | --------- | ------------------------- | --------------------------------------------------------------------- | -------- |
| Heuwiesenwasser        | rechts | 2,9        | 3,5       | 566                       | Wüstensachsen                                                         | 414-12   |
| Grumbach               | links  | 4,2        | 6,5       | 562                       | Forellenhof, Beckenmühle, Wüstensachsen                               | 414-134  |
| Birxgraben             | rechts | 4,2        | 6,3       | 512                       | Birx, Seiferts                                                        | 414-18   |
| Battenbach             | rechts | 4,0        |           | 455                       | Batten                                                                | 414-1998 |
| Brandbach              | links  | 8,4        | 23,50     | 452                       | Dietges, Brand, Wickers, Batten-Findlos                               | 414-2    |
| Scheppenbach           | links  | 10,90      | 27,20     | 412                       | Dietges, Rupsroth, Liebhards, Eckweisbach, Tann-Aura, unterh. Hilders | 414-32   |
| Habelbach              | links  | 3,3        | 5,2       | 378                       | Habel, Esbachsgraben, Neustädtges oberh. Lahrbachs                    | 414-36   |
| Weid (Weidbach)        | rechts | 10,30      | 36,70     | 365                       | Oberweid, Unterweid, Hundsbach-Herdathurm, Wendershausen              | 414-4    |
| Lauterbach             | rechts | 4,9        | 4,6       | 348                       | Hasenmühle unterhalb von Tann                                         | 414-52   |
| Apfelbach              | links  | 6,2        | 17,20     | 311                       | Apfelbach, Schleid-Motzlar                                            | 414-56   |
| Kohlbach               | rechts | 10,50      | 22,20     | 296                       | Zitters, Kranlucken, Schleid                                          | 414-58   |
| Geisa                  | links  | 11,30      | 30,10     | 277                       | Spahl, Geismar, Wiesenfeld, Geisa                                     | 414-6    |
| Bremenbach (Bremen)    | rechts | 7,6        | 14,30     | 269                       | Bremen, Borsch                                                        | 414-72   |
| Bermbach               | rechts | 6,3        | 11,30     | 260                       | Mieswarz, Bermbach, oberh. Buttlars                                   | 414-74   |
| Taft                   | links  | 11,70      | 62,30     | 251                       | Großentaft, Treischfeld, Wenigentaft                                  | 414-8    |
| Mansbach               | links  | 3,6        | 8,1       | 250                       | Mansbach, unterh. Wenigentafts                                        | 414-92   |
| Mosa                   | rechts | 5,2        | 6,5       | 238                       | Mosa, Hüttenroda, Mühlwärts, Pferdsdorf                               | 414-94   |
| Breizbach (Breitzbach) | links  | 6,6        | 11,20     | 230                       | Oberbreitzbach, Unterbreizbach                                        | 414-98   |

Nebenflüsse höherer Ordnung:

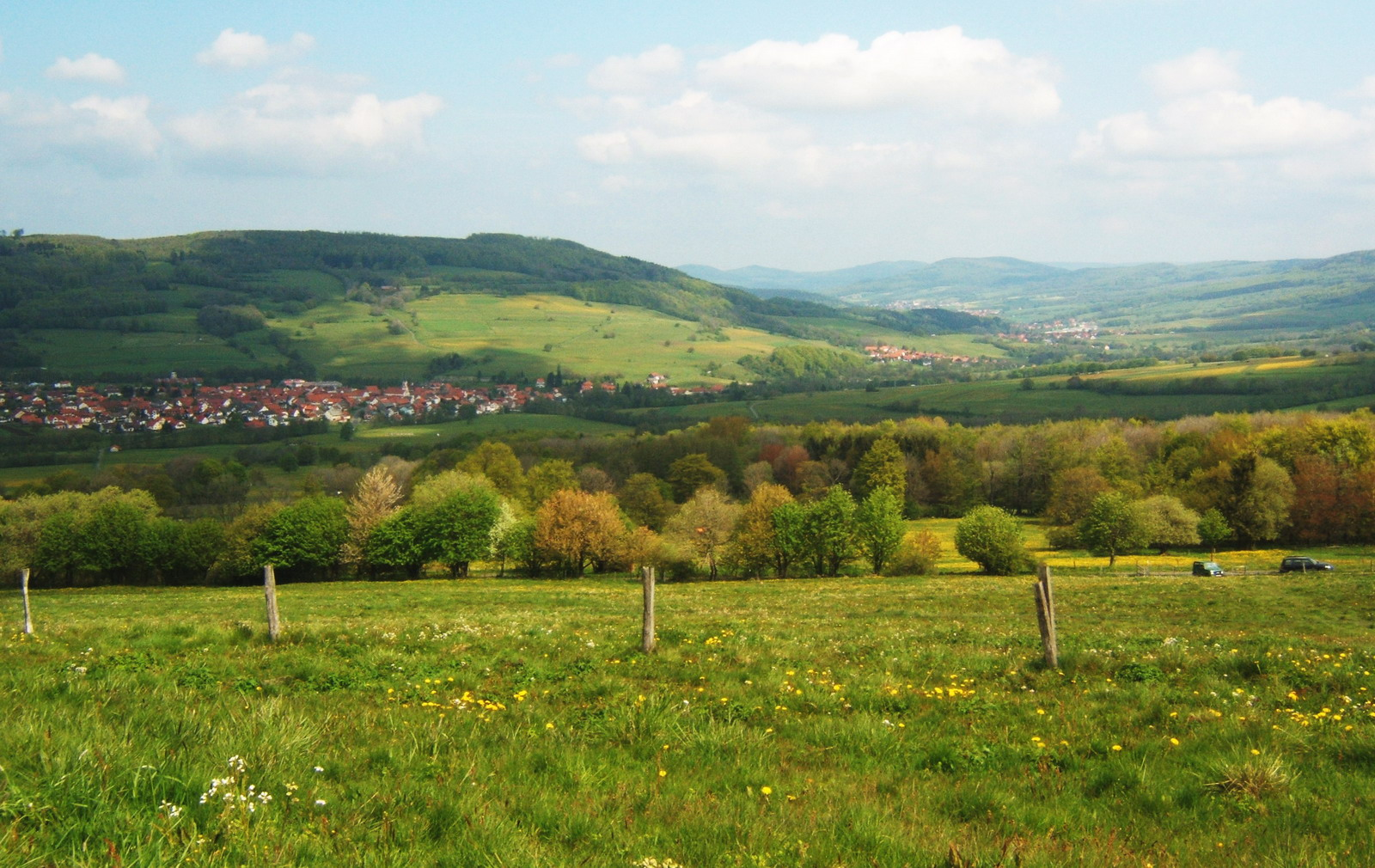
Ulstertal bei Wüstensachsen

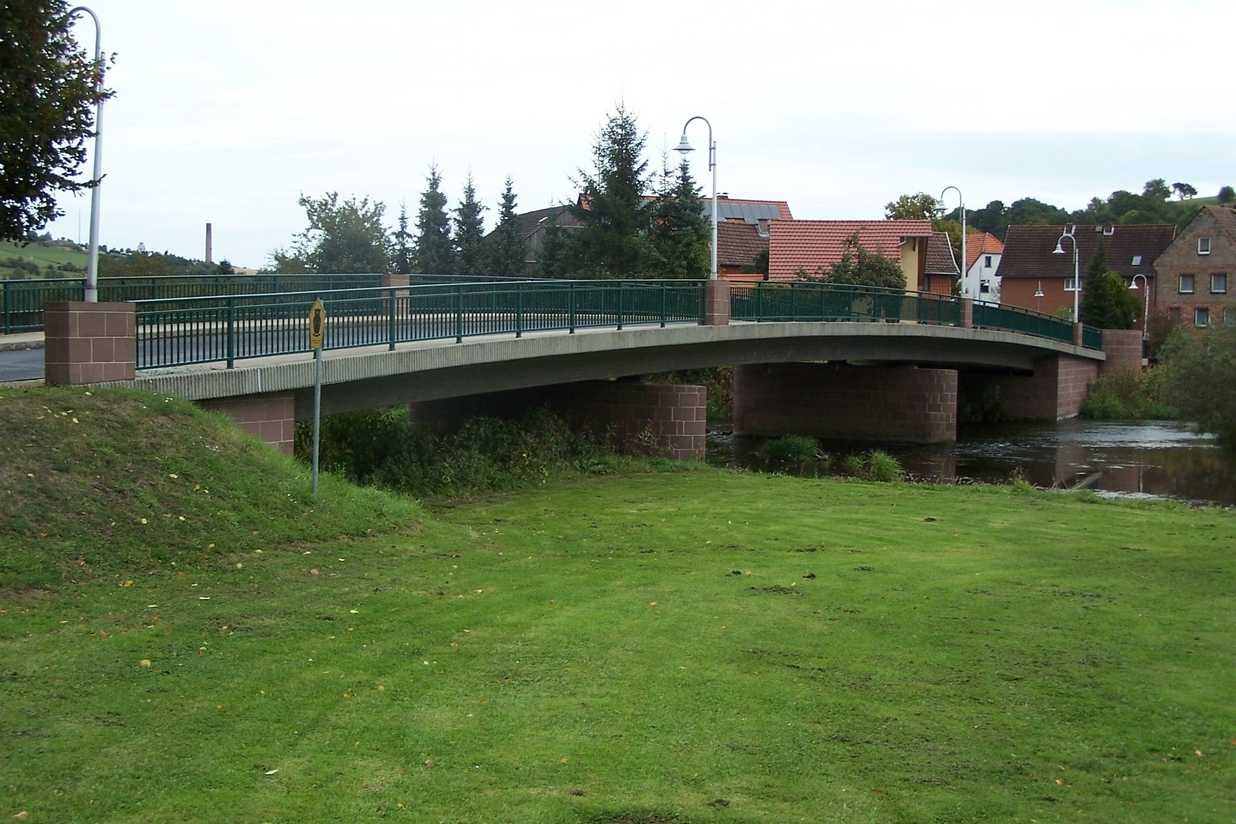
Mittelalterliche Furtstelle und Brücke in Pferdsdorf/Rhön

Die wichtigsten Nebenflüsse zweiter Ordnung sind: 
- (Brandbach)
  - Schlichtwasser (rechts, 4,2 km, 9,6 km²; Brand)
  - Reulbach (rechts, 5,1 km, gut 5 km²; Reulbach, Brand)
- (Scheppenbach)
  - Dörmbach (links, 2,9 km, 5,6 km²; Oberbernhards, Dörmbach)
- (Weid)
  - Fischbach (rechts, 3,0 km, 4,8 km²; Kleinfischbach, unterh. Unterweids)
  - Mühlbach (links, 7,1 km, 9,1 km²; Simmershausen, Dippach)
- (Kohlbach)
  - Gabelbach (rechts, 3,2 km; Gerstengrund)
- (Geisa)
  - Setzelbach (links, 5,1 km, 5,5 km²; Setzelbach, unterh. Geismars)
- (Taft)
  - Heidigsfeldgraben (rechts, 2,2 bzw. 2,9[12] km, 6,7 km²; Großentaft)
  - Sauer (links, 4,8 km, 14,2 km²; Oberufhausen, Unterufhausen, Soisdorf)
  - Grüsselbach (rechts, 10,0 km, 22,8 km²; Rasdorf, Grüsselbach)

### Naturräume

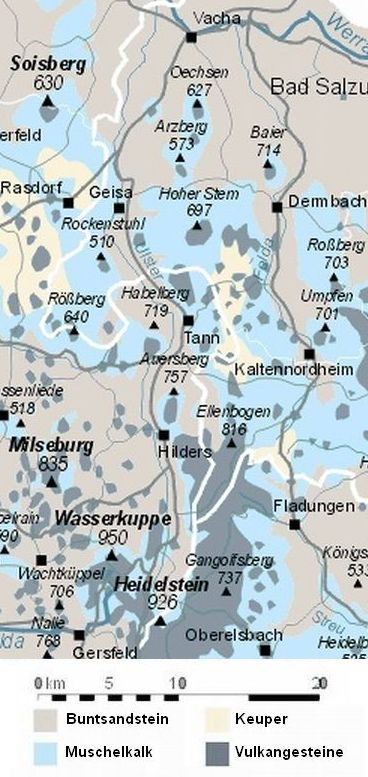
Ulstertal vom Heidelstein im Süden bis zur Mündung bei Philippsthal (nahe Vacha); das Mittlere Ulstertal beginnt am Dreiländereck südwestlich des Ellenbogens, das Untere Ulstertal westlich des Ulsterbergs im Norden

Das Ulstertal hat auf praktisch seiner gesamten Länge eine besondere naturräumliche Bedeutung und separiert insbesondere verschiedene Naturräume/Höhenzüge der Rhön. Dabei durchläuft es drei verschiedene naturräumliche Haupteinheiten:
Das Obere Ulstertal ist ein Naturraum in der Hochrhön. Er beginnt bereits etwa 1 km unterhalb der Ulsterquelle, 1,3 km nordnordwestlich des 925,7 m hohen Heidelstein, und geht über Ehrenberg, Wüstensachsen und Melperts bis Seiferts, wo der 816,5 m hohe Ehrenberg östlich passiert wird. Das Tal trennt die bis 950 m hohe Wasserkuppenrhön im Westen von der den Heidelstein fortsetzenden, am Stirnberg noch 901,9 m hohen Langen Rhön im Osten.
Im Verlaufe des Tals treten Muschelkalk und Röttone zutage, bis bei Wüstensachsen der Mittlere Buntsandstein erreicht wird. Den Talboden bedecken fluviatile Sedimente. Während die Randhöhen bewaldet sind, wird im Tal auch Ackerbau betrieben, während die Talaue überwiegend aus Grünland besteht. Die Ulster verlässt das Tal auf einer Höhe von etwa 515 m.
Das Mittlere Ulstertal ist ein Naturraum der Kuppenrhön und reicht von Seiferts u. a. über Hilders und Tann und Geisa bis Pferdsdorf, wo der 487,4 m hohe, spitzkuppige Ulsterberg als letzter Berg der Rhön westlich passiert wird.
Rechtsseitig geht die Lange Rhön nach etwa 6 km in die Auersberger Kuppenrhön über, dessen Namensgeber und höchster Berg, der 756,8 m hohe Auersberg, als erster Berg etwa 2 km unterhalb passiert wird.
Linksseitig wird zunächst die bis 835,2 m, in Talnachbarschaft nur bis 642 m hohe Milseburger Kuppenrhön flankiert. Mit dem Passieren der Kuppen von Boxberg (685,4 m) und Habelberg (719 m) wird schließlich die Soisberger Kuppenrhön erreicht. Rechts der Ulster ragen hier Dadenberg (726 m) und, etwas unterhalb, Roßberg (693,6 m) empor. Fortan schwinden die Höhen der Randberge nach und nach, bis am Ulsterberg die Rhön verlassen wird.
Das Untere Ulstertal, ein Unter-Naturraum des Salzunger Werraberglandes, ist schließlich der sehr kurze Talabschnitt von Pferdsdorf über Unterbreizbach bis unmittelbar vor die Mündung in Philippsthal. Links des Flusses liegt die Kalihalde Philippsthal (ca. 470 m), rechts in einiger Entfernung der Öchsenberg (Öchsen; 627,2 m).

## Schutzgebiete

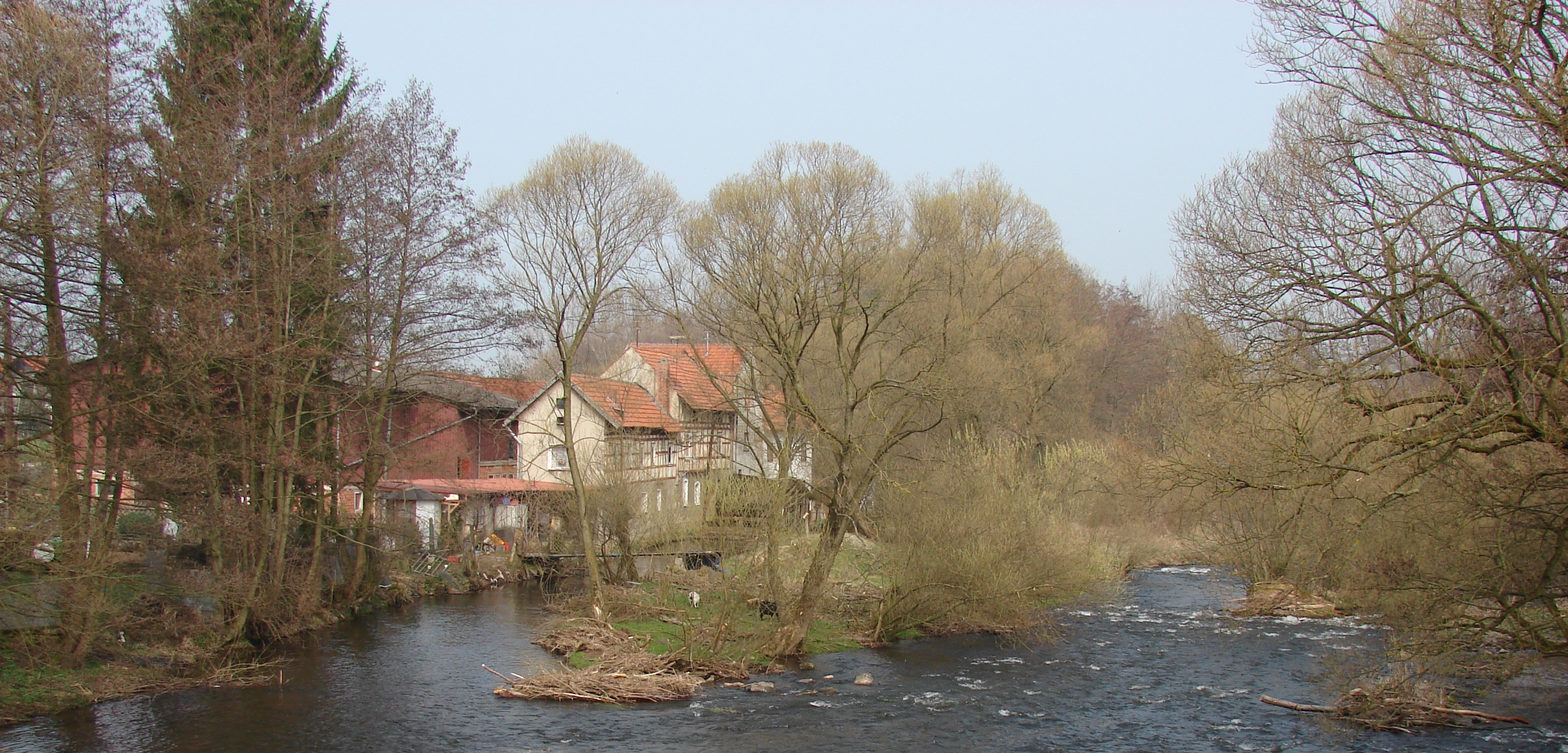
Ulster in Günthers bei Tann mit Mühlgraben

Fast auf ihrer gesamten Länge fließt die Ulster im Biosphärenreservat Rhön. Zwischen der hessisch-thüringischen Landesgrenze und Pferdsdorf wurde der Fluss und seine Talaue durch Rechtsverordnung vom 12. September 1990 als Naturschutzgebiet ausgewiesen. Seither sind in diesem Abschnitt umfassende Maßnahmen zur Renaturierung des zu DDR-Zeiten ohne Rücksicht auf hydrologische oder naturschutzfachliche Belange im Zuge der Befestigung der Innerdeutschen Grenze abschnittsweise ausgebauten und begradigten Gewässers vorgenommen worden. Schutzziel ist „die Erhaltung und weitere Pflege dieses naturnahen und artenreichen Fließgewässers“. Die Ulster ist Teil des FFH-Gebietes Ulster und des Vogelschutzgebietes Thüringische Rhön.

## Verkehr
Die Ulster wird entlang ihres Ober- und Mittellaufs vom Großteil des Abschnitts Bischofsheim−Buttlar der Bundesstraße 278 begleitet. In Buttlar quert die B 84 den Fluss und kurz vor ihrer Mündung in die Werra kreuzt die Ulster in Philippsthal die B 62. Die Trasse der früher im Ulstertal verlaufenden Ulstertalbahn wird heute zum großen Teil als Ulsterradweg genutzt. Über den bei Hilders abzweigenden Milseburgradweg sind die westlich befindlichen Täler von Haune und Fulda und über den nahe Buttlar abzweigenden Kegelspiel-Radweg ist das Haunetal zu erreichen. Bei Wenigentaft überquerte früher die Wenigentaft-Oechsener Eisenbahn den Fluss.